# Umkhonto

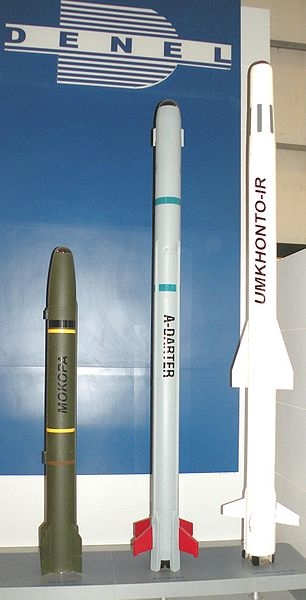
Ракета Umkhonto-IR (справа) на выставке IDEAS-2008 в Карачи (Пакистан)

«Умхонто» (зулу Umkhonto — копьё) — ЗРК с установкой вертикального пуска ракет, разработанный южноафриканской компанией «Денел Дайнэмикс» (англ. Denel Dynamics) (прежнее название Kentron). Предназначен для защиты от одновременной атаки со стороны нескольких самолётов, вертолётов, крылатых ракет. Существуют модификации с инфракрасным (Umkhonto-IR) и радиолокационным (Umkhonto-R) самонаведением.
Состоит на вооружении ВМС ЮАР и Финляндии.

## История
Разработка системы началась в 1993 году после объявления запрета на поставку в ЮАР систем вооружения, в том числе зенитных ракетных систем.
Испытания системы наземного базирования закончены в июле 2005 года. Испытания включали телеметрический перехват БПЛА-мишеней «Скьюа» (англ. Skua) с различными профилями траектории, в том числе низколетящих, идущих встречным курсом и осуществляющих манёвры уклонения.
Первый успешный пуск ракеты с борта корабля был осуществлён на фрегате «Аматола» ВМС ЮАР 23 ноября 2005 года. Пуск ракеты был произведён по сверхзвуковой мишени «Скьюа» близ мыса Агульяс. Повторные испытания проведены неделю спустя. Вместо боеголовки ракеты были оснащены блоком передачи телеметрической информации. Согласно данным телеметрии, обе цели были поражены.

## Принцип действия
ЗРК «Умхонто» обеспечивает защиту от высокоскоростных самолётов и крылатых ракет с дальностью до 12 км углами возвышения до 90°. Благодаря установке вертикального пуска и автопилоту система имеет очень высокий уровень насыщения. Модификация Umkhonto-IR имеет двухдиапазонную инфракрасную головку самонаведения, работающую в режиме «захват после пуска» (англ. lock-on after launch, LOAL). После пуска ракеты корабельная система управления устанавливает целевую точку, к которой ракета движется с помощью инерциального цифрового автопилота. В зависимости от манёвров цели автопилот перепрограммируется посредством радиокомандного управления. По достижении целевой точки включается головка самонаведения. Система управления использует многоцелевой радар (англ. Multi-Role Radar, MRR) фирмы Thales и позволяет обстреливать одновременно до 8 целей.
Ракета использует твердотопливный двигатель с высокоэффективным малодымным порохом. Массивная боеголовка и дистанционный взрыватель обеспечивает высокую вероятность поражения цели. Управление полётом осуществляется соплом с управляемым вектором тяги (на стартовом участке траектории) и хвостовыми рулями (на маршевом участке).
Герметизированный пусковой контейнер имеет цилиндрическую форму. В процессе пуска реактивные газы отражаются от днища контейнера и выходят вертикально вверх между стенками контейнера и корпусом ракеты. После пуска использованный контейнер извлекается для перезарядки и заменяется заряженным контейнером. Перезарядка пусковой установки осуществляется либо на базе, либо при спокойном море с использованием вспомогательного судна.
Высокая надёжность системы достигается благодаря встроенной аппаратуре самотестирования, которая обеспечивает минимальные затраты труда обслуживающего персонала.
Система состоит из модулей пусковой установки с ракетами в пусковых контейнерах, панели управления, системного контроллера (управляющего компьютера и интерфейса с системой управления стрельбой), контроллеров последовательности пуска (по одному на каждые 4 ракеты), передатчика телеуправления, антенного поста и системы охлаждения инфракрасного датчика перед пуском.

## Тактико-технические характеристики
По данным:
- Максимальная дальность цели — 12 км
- Максимальная высота цели — 10 км
- Максимальная перегрузка — 40g
- Размеры ракеты
  - длина — 3,32 м
  - диаметр — 0,18 м
  - размах крыльев — 0,50 м
- Вес ракеты — 125 кг
- Максимальная скорость — 2 М
- Время перехвата на расстоянии 9 км — 16 с
- Масса боевой части — 23 кг
- Тип взрывателя — активный дистанционный
- Размеры контейнера
  - длина — 3,8 м
  - диаметр — 0,65 м

## Перспективы развития
Планируется оснастить ракету стартовым ускорителем, который увеличит дальность перехвата до 22 км. Длина ракеты со стартовым ускорителем составит 4,3 м, вес — 190 кг.
Рассматривается возможность оснащения ракеты головкой с активным радиолокационным самонаведением. Ракета под названием AWSAM (англ. All Weather Surface-to-Air Missile — «всепогодная зенитная ракета») будет иметь стандартную дальность перехвата 20 км, а со стартовым ускорителем — 30 км, что переводит её в категорию зенитных ракет средней дальности.
Имеется информация о возможности запуска из УВП «Умхонто» других ракет аналогичных размеров.

## Установки на кораблях
ЗРК «Умхонто» состоит на вооружении двух стран: ЮАР и Финляндии.
В ЮАР ракетами «Умхонто» вооружены:
- 4 фрегата типа «Валор» (англ. Valour class frigate) (проект MEKO A-200 SAN), в носовой части которых установлены 2 модуля УВП по 8 ракет в каждом (всего 16 ракет) c возможностью увеличения до 32 ракет[1].

В Финляндии ракетами «Умхонто» вооружены:
- 4 ракетных катера типа «Хамина» (8 ячеек УВП расположены в средней части надстройки);
- 2 минных заградителя типа «Хямеенмаа», которые получили ЗРК в процессе модернизации 2006—2008 годов (8 ячеек в кормовой части надстройки). Ранее эти пусковые установки предназначались для катеров на воздушной подушке типа «Туули», строительство которых было прекращено.

| Корабли                                                | Водоиз- мещение, т | Кол-во единиц в строю | Количество ячеек | Количество ячеек | Примечание |     |
| Корабли                                                | Водоиз- мещение, т | Кол-во единиц в строю | Носовая УВП      | Кормовая УВП     | Примечание |     |
| ЮАР                                                    | ЮАР                | ЮАР                   | ЮАР              | ЮАР              | ЮАР        | ЮАР |
| ------------------------------------------------------ | ------------------ | --------------------- | ---------------- | ---------------- | ---------- | --- |
| Фрегаты типа Valour                                    |                    |                       |                  |                  |            |     |
| F145 Amatola F146 Isandlwana F147 Spioenkop F148 Mendi | 3700               | 4                     | 16               |                  |            |     |
| Финляндия                                              |                    |                       |                  |                  |            |     |
| Ракетные катера типа Hamina                            |                    |                       |                  |                  |            |     |
| 80 Hamina 81 Tornio 82 Hanko 83 Pori                   | 250                | 4                     | 8                |                  |            |     |
| Минные заградители типа «Хямеенмаа»                    |                    |                       |                  |                  |            |     |
| 02 Hämeenmaa 05 Uusimaa                                | 1300               | 2                     |                  | 8                |            |     |